# PAMP (software)
Akronym AMP je označení pro sadu softwaru, obvykle zdarma / open-source software, použitý pro vytvoření dynamického webového serveru.
Písmeno P v akronymu PAMP je označení pro Personal ( Personal Apache MySQL PHP ).
PAMP je označení pro Apache, MySQL a PHP běžící na Symbian 9 s uživatelským rozhraním S60 3rd Edition od Nokie.
PAMP je testován zatím na Nokii N95 8GB a na Nokii E90. Pro spouštění PAMP je doporučeno mít přístroj s 128 MB RAM.
V Symbian Series60 prostředí je AMP balík implementován přes Open C. Open C je set industry-standard POSIX a middleware C knihoven pro S60 na Symbian OS. 

Balík můžeme vyjádřit jako:

## Hlavní vývojáři projektu
- Johan Wikman
- Jukka Nurminen
- Heikki Kokkinen

## License
Komponenty jsou licencovány pod stejnou licencí jako originální nebo pod Apache License, Verze 2.0.